# Vila de pescador

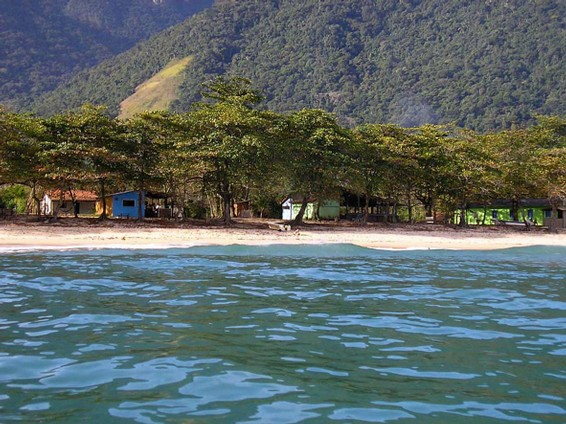
Uma vila de pescadores em Paraty, Rio de Janeiro

Uma vila de pescador é uma vila, usualmente habitadas por pescadores que através da pesca artesanal tiram seus sustentos. Por vezes denominados caiçaras, seus habitantes podem atuar em litorais e águas doces. A economia principal dessas habitações é a pesca e comércio de derivados do mar, contudo atualmente também produzem artesanatos, canoas, redes e utensílios de pesca. As costa dos continentes e ilhas ao redor do mundo possuem cerca de 356.000 kilômetros (cerca de 221.000 milhas) uma parcela destes composta por vila de pescadores. Desde o período Neolítico, existem atividades que corroboram a existência destas habitações.